# ウーゴ・デローザ
ウーゴ・デローザ（Ugo De Rosa、1934年1月27日 - 2023年3月26日）は、イタリアの自転車メーカーであるデローザの創業者である。12歳のときから自転車フレーム製作の修業を始め、1953年、18歳のときに独立してデローザを興した。
1958年からは、フレームビルダーと並行して、プロチームのメカニックとしても活動した。フレームビルダーとして、あるいはウーゴ自身としての絶頂期は、1974年からフレームを供給したエディ・メルクスの活躍と重なる。ウーゴはメルクスからのシビアな要求に応え、年間50本ものフレームを供給した。
同じイタリアのロードバイクブランドであるコルナゴ、ピナレロの創業者は現役を退くかまたは既に他界していたが、ウーゴは息子に事業経営を引き継いだ後も工房に立ち、生涯現役を貫いた。